# Brandon Pertzborn
Brandon Pertzborn, född 17 oktober 1994 i Grapevine, är en amerikansk musiker som för närvarande är trumslagare i The Offspring. Pertzborn har även samarbetat med Black Flag, Marilyn Manson, Suicidal Tendencies, Doyle och Ho99o9.
Pertzborn började spela trummor vid 14 års ålder. Han tog till en början trumlektioner, men bestämde sig för att hoppa av dessa och lära sig på egen hand istället. Pertzborn började spela i olika band tillsammans med sina vänner och efter att ha spelat trummor i några år bestämde han sig för att börja ge trumlektioner. Pertzborn spelade även in videor när han uppträdde och Greg Ginn i Black Flag såg några av dessa och kontaktade Pertzborn för att be honom provspela för dem. Han uppträdde med Black Flag under 2014 innan han blev medlem i Doyle nästkommande år. Pertzborn var en medlem i Doyle fram till 2017 och året innan hade han börjat spela tillsammans med Ho99o9. 2019 blev Pertzborn medlem i Marilyn Manson och 2021 i Suicidal Tendencies. Han var medlem i båda dessa band samt Ho99o9 fram till 2023. I maj 2023 blev Pertzborn officiellt en medlem i The Offspring, där han ersatte Pete Parada.